# Patiyo Tambwe
Patiyo Tambwe (* 7. Januar 1984) ist ein Fußballspieler aus der DR Kongo. Er spielt auf der Position eines Stürmers. Nach Stationen in Europa wechselte er 2012 nach Vietnam und wurde 2015 Torschützenkönig.

## Auszeichnungen
V.League 1
- Torschützenkönig: 2015